# 下雨了
《下雨了》是韓國女子組合SISTAR成員韶宥與男子組合EXO成員伯賢的數位合作單曲，由STARSHIP娛樂企劃，LOEN娛樂於2017年2月14日發行。

## 背景與發行
2017年2月6日，STARSHIP娛樂宣布韶宥與伯賢將發行合作單曲《下雨了》，該曲描述伴隨著雨滴想起感情結束的憂鬱情懷。2月9日，拍攝兩人錄音畫面之預告公開。2月14日單曲正式發行。

## 曲目
| 《下雨了》 | 《下雨了》             | 《下雨了》 | 《下雨了》 | 《下雨了》       | 《下雨了》 |
| 曲序       | 曲目                   |            | 作曲       | 编曲             | 时长       |
| ---------- | ---------------------- | ---------- | ---------- | ---------------- | ---------- |
| 1.         | 下雨了（Rain；비가와） | Phat Music | Phat Music | Phat Music Score | 3:46       |
| 总时长：   | 总时长：               | 总时长：   | 总时长：   | 总时长：         | 3:46       |

## 商業成績與榜單
單曲發行後於南韓主流音源榜奪冠達成All-Kill，同時在中國QQ音樂韓國流行音樂榜與音悅台音樂錄影帶週榜均取得冠軍寶座。截至2017年5月，數位下載已達638,665次。
| 排行榜（2017年）           | 排行榜峰值 |
| -------------------------- | ---------- |
| 韓國單曲週榜（Gaon音樂榜） | 2          |
| 韓國單曲月榜（Gaon音樂榜） | 9          |

## 腳註
1. ↑  All-Kill是指一首歌曲於同一時段內於韓國八大音源網站（Melon、Mnet、Bugs、olleh、Soribada、Genie、Naver、Monkey3）的實時榜單上取得冠軍。